# Trypeta parallela
Trypeta parallela är en tvåvingeart som först beskrevs av Walker 1853.  Trypeta parallela ingår i släktet Trypeta och familjen borrflugor. Inga underarter finns listade i Catalogue of Life.